# Highland Park (Pennsylvanie)
Highland Park est une census-designated place située dans le comté de Mifflin, dans l’État de Pennsylvanie, aux États-Unis. Lors du recensement de 2020, elle compte 1 317 habitants.